# Julie Trustrup Jensen
Julie Trustrup Jensen  (født 6. april 1994) er en dansk fodboldspiller, der spiller som midtbanespiller for Brøndby IF og for Danmarks kvindefodboldlandshold.

## Karriere

### Klub
Trustrup Jensen spillede for B73 Slagelse indtil 2009, da hun underskrev en tre-årig kontrakt med Brøndby IF. God form i 2010–11 sæsonen førte til, at hun vandt hæderen som Årets kvindelige fodboldtalent i Danmark. Hun scorede et mål i 3–2 finalesejren over rivalerne Fortuna Hjørring ved DBUs Landspokalturnering for kvinder i 2011. Hun forlod fodbolden for en tid i 2014 for at rejse jorden rundt, men hun vendte snart tilbage igen til fodboldkarrieren med Brøndby og landsholdet. I juni 2015 scorede hun det afgørende mål i overtiden i cupfinalen mod Fortuna, som Brøndby vandt 2–1.

### International
Trustrup Jensen fik sin debut for Danmarks kvindefodboldlandshold i september 2013. Hun blev skiftet ind i 53. minut for holdkammeraten fra Brøndby, Nanna Christiansen i en 4–0 sejr i en venskabskamp mod Ungarn i Budapest. Hun var en del af truppen til Algarve Cup 2016.